# Мангер, Владислав Николаевич
Владислав Николаевич Мангер (укр. Владислав Миколайович Мангер; род. 27 апреля 1970 года, Киев) — украинский деятель, председатель Херсонского областного совета. Кандидат экономических наук (2011).

## Биография
В сентябре 1985 — июле 1989 г.. — студент Херсонского мореходного училища имени лейтенанта Шмидта. В ноябре — декабре 1989 г.. — моторист 1-го класса Черноморского морского пароходства.
В декабре 1989 — октябре 1991 г.. — служба в рядах Советской армии. В ноябре 1991 — августе 1994 г.. — механик Черноморского морского пароходства.
В сентябре 1994 — ноябре 1998 г.. — коммерческий директор ООО фирма «Альянс» в городе Херсоне. В декабре 1998 — сентябре 1999 г.. — директор ПТПП «Виендта» в городе Херсоне. В октябре 1999 — июле 2001 г.. — исполнительный директор ПФ «Матиас». В июле 2001 — ноябре 2003 г.. — начальник участка № 3 ХФ ОАО «Херсоннефтепродукт». В декабре 2003 года — заместитель директора, а в декабре 2003 — октябре 2006 г.. — директор ООО «А. В.».
В 2004 году окончил заочно Закарпатский государственный университет, учёт и аудит, специалист по учёту и аудиту.
В ноябре 2006 года — начальник отдела информатизации процессов налогообложения Государственной налоговой инспекции в городе Симферополе; начальник отдела сопровождения информационных систем налогового блока управления информатизации процессов налогообложения Государственной налоговой инспекции АР Крым. В ноябре 2006 — мае 2007 г.. — 1-й заместитель начальника Государственной налоговой инспекции в городе Керчи АР Крым.
В июне 2007 — сентябре 2010 г.. — начальник Государственной налоговой инспекции в городе Херсоне. Одновременно, в 2007—2012 г.. — президент Херсонской областной организации федерации бокса Украины. В сентябре 2010 — апреле 2011 г.. — заместитель начальника Государственной налоговой инспекции в городе Херсоне.
В 2011 году окончил Таврический национальный университет имени Вернадского, финансы, магистр финансов и, одновременно, закончил Закарпатский государственный университет, магистратура по правоведению, юрист. Защитил кандидатскую диссертацию.
С 2012 года — вице-президент федерации бокса Украины.
В апреле — сентябре 2012 г.. — 1-й заместитель начальника Государственной инспекции сельского хозяйства в Херсонской области. В октябре 2012 — сентябре 2013 г.. — директор Государственного предприятия «Водэксплуатация» Государственного агентства водных ресурсов Украины. В ноября 2013 года — начальник отдела охраны труда и пожарной безопасности управления технического надзора, охраны труда и пожарной безопасности Государственной инспекции сельского хозяйства в Херсонской области.
В ноябре 2013 — августе 2015 г.. — начальник Государственной инспекции сельского хозяйства в Одесской области.
В 2015 году окончил заочно ДВНЗ «Херсонский государственный аграрный университет», агрономия, ученый агроном.
В сентябре 2015 — сентябре 2016 г.. — директор ООО «Экозерно».
С 27 сентября 2016 по 4 декабря 2020 года — председатель Херсонского областного совета.

## Дело Екатерины Гандзюк
В СМИ и социальных сетях с августа 2018 неоднократно звучали обвинения в адрес Владислава Мангера относительно его причастности к покушению на Екатерину Гандзюк . Сам Мангер отвергал все обвинения и утверждал, что не знаком с Левиным — по версии следствия, главным подозреваемым в убийстве активистки.
7 февраля 2019 журналисты проекта «Схемы: коррупция в деталях» обнародовали доказательства связи В. Мангера с Левиным. 8 февраля бюро Херсонской облорганизации ВО «Батькивщина» исключило Владислава Мангера из рядов партии и рекомендовало ему уйти в отставку с поста председателя Херсонского областного совета .
11 февраля 2019 голове Херсонского областного совета Владиславу Мангер объявили подозрение в организации убийства активистки К. Гандзюк . Подозрение выдвинута в совершении преступления, предусмотренного ч.3 ст.27 (организатор преступления), п.4, п.6, п.11, п.12 ч.2 ст.115 (умышленное убийство) УК Украины.

## Семья
Жена — Мангер Ирина. Сын — Мангер Иван и дочь — Мангер Анастасия.